# 행신고등학교
행신고등학교(幸信高等學校)는 대한민국 경기도 고양시 덕양구 행신동에 위치한 공립 고등학교이다.

## 학교 연혁
- 1994년 11월 1일 : 행신고등학교 설립인가(36학급)
- 1995년 3월 1일 : 초대 박학영 교장 취임
- 1995년 3월 10일 : 1학년 6학급 279명으로 입학식
- 1997년 2월 14일 : 제1회 졸업식(졸업생 18명)
- 2003년 9월 1일 : 급식 직영 전환
- 2003년 12월 3일 : 신관 증축
- 2004년 7월 20일 : 심화 학습실 설치
- 2009년 7월 20일 : 신관 화장실 4개층 증축
- 2020년 10월 8일 : 라온누리 체육관 신축
- 2023년 3월 1일 : 제9대 최미자 교장 취임
- 2023년 12월 29일 : 제28회 졸업식(231명) 총 11,780명 졸업
- 2024년 3월 1일 : 1학년 11학급, 2학년 11학급, 3학년 10학급 [총 32학급 편성]

## 참고 자료
- 행신고등학교 - 한국교육학술정보원 학교알리미